# Transkutane Vagusnervstimulation
Die transkutane Vagusnervstimulation ist eine Weiterentwicklung der konventionellen Vagusnervstimulation, bei der keine Operation und kein Klinikaufenthalt notwendig sind, aber eine deutlich geringere Effektivität zu erwarten ist.
Hierbei wird ein Ast des Nervus vagus, der in einem bestimmten Bereich der Ohrmuschel verläuft, über eine spezielle Ohrelektrode durch die Haut hindurch stimuliert. Die Ohrelektrode trägt man wie einen Ohrhörer. Diese ist mit einem Stimulator verbunden, der elektrische Impulse erzeugt und hinsichtlich Größe und Form einem herkömmlichen Smartphone ähnelt.
Die Therapie wird durch die Patienten selbstständig durchgeführt und kann gut in den Alltag integriert werden. Die Stimulationsstärke wird dabei so eingestellt, dass ein angenehmes Kribbeln oder Pulsieren am Ort der Stimulation zu spüren ist. Die Anwendung sollte täglich erfolgen.

## Anwendungsgebiet Epilepsie
Bei der Therapie von Epilepsien spielen Medikamente die wichtigste Rolle. Das Ziel einer Anfallsfreiheit wird jedoch nur bei rund zwei Dritteln der Betroffenen erreicht.
Das verbleibende Drittel der Patienten leidet unter einer sogenannten pharmakoresistenten Epilepsie, eine Epilepsie, bei der geeignete Behandlungsversuche mit mindestens zwei vertragenen sowie angemessen ausgewählten und eingesetzten Antikonvulsiva keine anhaltende Anfallsfreiheit erzielen. Neben der Entwicklung neuer Medikamente muss die Forschung auch auf alternative Behandlungsmethoden setzen.
Eine randomisierte kontrollierte klinische Multicenter-Studie zur Wirksamkeit der transkutanen Vagusnervstimulation (t-VNS) bei pharmakoresistenter Epilepsie, durchgeführt an Epilepsiezentren in Deutschland und Österreich konnte zeigen, dass die Patienten die Therapie gut vertrugen und sie in ihren Alltag integrieren konnten. Die Anfallshäufigkeit war nach 5 Monaten durchschnittlich um 23 % gesunken, außerdem berichteten die Patienten von einer Verbesserung der Lebensqualität. In dieser Studie mit tVNS konnte aber weder eine Dosis-Wirkungs-Beziehung noch ein Unterschied der Responderraten zwischen aktiver- und Kontrollgruppe gezeigt werden, was auf einen Placebo-Effekt hindeutet. Fallberichte zeigen aber, dass bei einzelnen Patienten auch Anfallsfreiheit erzielt werden kann.

## Anwendungsgebiet Migräne
Bei der Therapie der Migräne spielen zunächst Medikamente eine große Rolle. Bei nicht ausreichender Wirksamkeit oder auftretenden Nebenwirkungen suchen Patienten jedoch nach alternativen Therapiemöglichkeiten.
Ergebnisse einer Studie zur Anwendung der transkutanen Vagusnervstimulation (t-VNS) bei chronischer Migräne am oberbayerischen Kopfschmerzzentrum der Neurologischen Klinik am Klinikum Großhadern zeigen eine Reduktion der Migränetage bereits nach einem Monat um mehr als 4 Tage. Bei täglicher Anwendung zeigt sich nach drei Monaten eine deutliche Reduktion der Migränetage um bis zu 7 Tage pro Monat. Damit ist die Wirksamkeit vergleichbar mit Topiramat und Onabotulinumtoxin A.
Die Therapie mittels transkutaner Vagusnervstimulation kann bei allen Formen und Schweregraden der Migräne zum Einsatz kommen.